# Гінзбург Лео Морицевич
Лео Морицевич Гінзбург (1901-1979) — радянський диригент, музикознавець, заслужений діяч мистецтв РСФРР.
Народився у Варшаві. У 1928 закінчив Московську консерваторію, стажувався у Німеччині у О. Клемперера і Г. Шерхена. У 1924—1943 виступав як диригент у Москві, Ленінграді та інших містах. У 1945—1948 головний диригент Азербайджанської філармонії (Баку). З 1930 асистент, з 1939 професор Московської консерваторії, в 1940—1943 і в 1956—1961 завідувач кафедрою диригування. Автор статей і рецензій в періодичному друці і збірниках з питань диригування та виконавського мистецтва.